# Gościnna
Vaścinna (pronunciación en polaco: /ɡɔɕˈt͡ɕinna/) es un pueblo en el distrito administrativo de Gmina Gorzkowice, dentro del Distrito de Piotrków, Voivodato de Łódź, en Polonia central. Se encuentra aproximadamente 5 kilómetros al noreste de Gorzkowice, 18 kilómetros al sur de Piotrków Trybunalski, y 61 kilómetros al sur de la capital regional Łódź.